# 一斉教授
一斉教授（いっせいきょうじゅ）は、一人の教師が多数の生徒を同じ時間内に教えていく教授の方式で、世界の多くの学校の大部分の教授はこのやり方で行われている。一斉学習、一斉指導と呼ぶ場合もある。このような教え方が始まったのは近代になってからのことで、中世までの一般的な教え方は一人の先生に一人ひとりの生徒が別々に指導を受けるというのが原則であった。最初のこのような教え方を提案したのは、ヨハン・アモス・コメニウスで、『大教授学』（Didactica magna）の第19章は特別にこの一斉教授について論じている。産業革命期には、子どもの工場労働を禁じて、義務教育を導入したため、教室が生徒で溢れかえり、この一斉教授が一般的な教育方法として受け入れられるようになった。イギリスのアンドリュー・ベル、ジョセフ・ランカスターは、ベル・ランカスター法（助教法、Monitorial System）を開発して、生徒の中の理解度の進んだ生徒を教師の手助けとして活用する方法を考案、19世紀の初頭の国民教育の普及に貢献した。

## 功罪
クラスのすべての生徒に、一度に共通の内容を教えられる、異なった経験や情報をお互いに出し合えて、集団思考ができるという利点もある。また共通の学力の形成にもつながる。その反面、詰め込み教育になりやすく、個人差に応じた指導ができにくく、取り残される子どもがでたり、足止めされる子あるという欠点もある。またとかく先生の押し付けに走りがちという面も否定出来ない。必要に応じて、グループ学習や体験学習、個別学習と組み合わせて授業を工夫していくことが求められる。